# 거제시의 행정 구역
거제시의 행정 구역은 다음과 같다. 2011년 7월 8일을 기준으로 거제시의 인구는 내국인 229,330명이며, 외국인은 8,494명이다. 전체 면적은 401.6km2이다. 고현동은 면적으로는 다섯 번째로 작지만 인구는 가장 많으며 40,400명을 기록하고 있다.

## 행정 구역

### 법정동/리
| 읍·면·동          | 법정동·리 | 구 행정 구역 |
| ----------------- | --- | ------------ |
| 거제면 巨濟面     | 남동리(南洞里), 내간리(內看里), 동상리(東上里), 명진리(明珍里), 법동리(法東里), 서상리(西上里), 서정리(西亭里), 소랑리(小浪里), 오수리(烏首里), 옥산리(玉山里), 외간리(外看里) | 구 거제군    |
| 남부면 南部面     | 갈곶리(乫串里), 다대리(多大里), 다포리(多浦里), 저구리(猪仇里), 탑포리(塔浦里)                                                                                                 | 구 거제군    |
| 동부면 東部面     | 가배리(加背里), 구천리(九川里), 부춘리(富春里), 산양리(山陽里), 산촌리(山村里), 오송리(五松里), 율포리(栗浦里), 학동리(鶴洞里)                                                 | 구 거제군    |
| 둔덕면 屯德面     | 거림리(巨林里), 방하리(芳下里), 산방리(山芳里), 상둔리(上屯里), 술역리(述亦里), 시목리(枾木里), 어구리(於九里), 하둔리(下屯里), 학산리(鶴山里)                                 | 구 거제군    |
| 사등면 沙等面     | 덕호리(德湖里), 사곡리(沙谷里), 사등리(沙等里), 성포리(城浦里), 오량리(烏良里), 지석리(支石里), 창호리(倉湖里), 청곡리(靑谷里)                                                 | 구 거제군    |
| 사등면 沙等面     | 가조출장소 | 구 거제군    |
| 연초면 延草面     | 다공리(茶貢里), 덕치리(德峙里), 명동리(明洞里), 송정리(松亭里), 연사리(烟沙里), 오비리(烏飛里), 이목리(梨木里), 죽토리(竹土里), 천곡리(泉谷里), 한내리(汗內里)                 | 구 거제군    |
| 일운면 一運面     | 구조라리(舊助羅里), 망치리(望峙里), 소동리(小洞里), 옥림리(玉林里), 와현리(臥峴里), 지세포리(知世浦里)                                                                         | 구 거제군    |
| 장목면 長木面     | 관포리(冠浦里), 구영리(舊永里), 농소리(農所里), 대금리(大錦里), 송진포리(松眞浦里), 시방리(矢方里), 외포리(外浦里), 유호리(柳湖里), 율천리(栗川里), 장목리(長木里)             | 구 거제군    |
| 장목면 長木面     | 외포출장소 | 구 거제군    |
| 하청면 河淸面     | 대곡리(大谷里), 덕곡리(德谷里), 석포리(石浦里), 실전리(實田里), 어온리(於溫里), 연구리(蓮龜里), 유계리(柳溪里), 하청리(河靑里)                                                 | 구 거제군    |
| 하청면 河淸面     | 칠천출장소 | 구 거제군    |
| 고현동 古縣洞     | 고현동(古縣洞) | 구 거제군    |
| 상문동 上門洞     | 상동동(上東洞), 문동동(門東洞), 삼거동(三巨洞) | 구 거제군    |
| 수양동 水良洞     | 수월동(水月洞), 양정동(良井洞) | 구 거제군    |
| 장평동 長坪洞     | 장평동(長坪洞) | 구 거제군    |
| 능포동 菱浦洞     | 능포동(菱浦洞), 두모동(杜母洞) (일부) | 구 장승포시  |
| 아주동 鵝州洞     | 아주동(鵝州洞), 아양동(鵝陽洞) | 구 장승포시  |
| 옥포1동 玉浦1洞   | 옥포동(玉浦洞) (일부) | 구 장승포시  |
| 옥포2동 玉浦2洞   | 옥포동(玉浦洞) (일부), 덕포동(德浦洞) | 구 장승포시  |
| 장승포동 長承浦洞 | 장승포동(長承浦洞), 두모동(杜母洞) (일부) | 구 장승포시  |

## 연혁
- 1953년 1월 1일 통영군 일부를 거제군으로 분리하였다.

| 법률 제271호                                                                    |                                                                                 |
| 구 행정구역                                                                     | 신 행정구역                                                                     |
| 통영군 장승포읍, 거제면, 동부면, 둔덕면, 사등면, 연초면, 일운면, 장목면, 하청면 | 거제군 장승포읍, 거제면, 동부면, 둔덕면, 사등면, 연초면, 일운면, 장목면, 하청면 |
- 1959년 2월 22일 동부면에 저구출장소를 설치하였다.
- 1963년 1월 1일 일운면 고현출장소가 신현면으로 승격되었다. 동시에 장승포읍 수월리, 양정리를 편입하였다.
- 1967년 8월 12일 장목면에 외포출장소를 설치하였다.
- 1975년 7월 1일 하청면에 칠천출장소를 설치하였다.
- 1975년 10월 1일 장목면 저도,망와도를 진해시에 편입하였다.
- 1979년 5월 1일 신현면이 신현읍으로 승격하였다.
- 1983년 2월 15일 동부면 저구출장소를 남부면으로 승격하였고, 동부면 명진리를 거제면에 편입하였다.
- 1986년 12월 1일 장승포읍에 옥포출장소를 설치하였다.
- 1987년 1월 21일 군직할 장승포출장소를 설치하였다.
- 1989년 1월 1일 장승포읍이 장승포시로 승격하여 거제군과 분리되었다.

| 법률 제4050호        |                                                        |
| 구 행정구역          | 신 행정구역                                            |
| 거제군 장승포읍 일원 | 장승포시 능포동,장승포동,마전동,옥포1동,옥포2동,아주동 |
- 1993년 12월 1일 진해시 안곡동의 저도, 망와도를 장목면에 편입하였다.
- 1995년 1월 1일 장승포시와 거제군을 통합하여 거제시를 설치하였다.
- 2008년 7월 1일 신현읍을 폐지하고 장평동,고현동,상문동,수양동을 설치하였다.
- 2016년 5월 1일 장승포동과 마전동이 장승포동으로 합동하였다.[2]